# Blas Wilfredo Omar Jaime

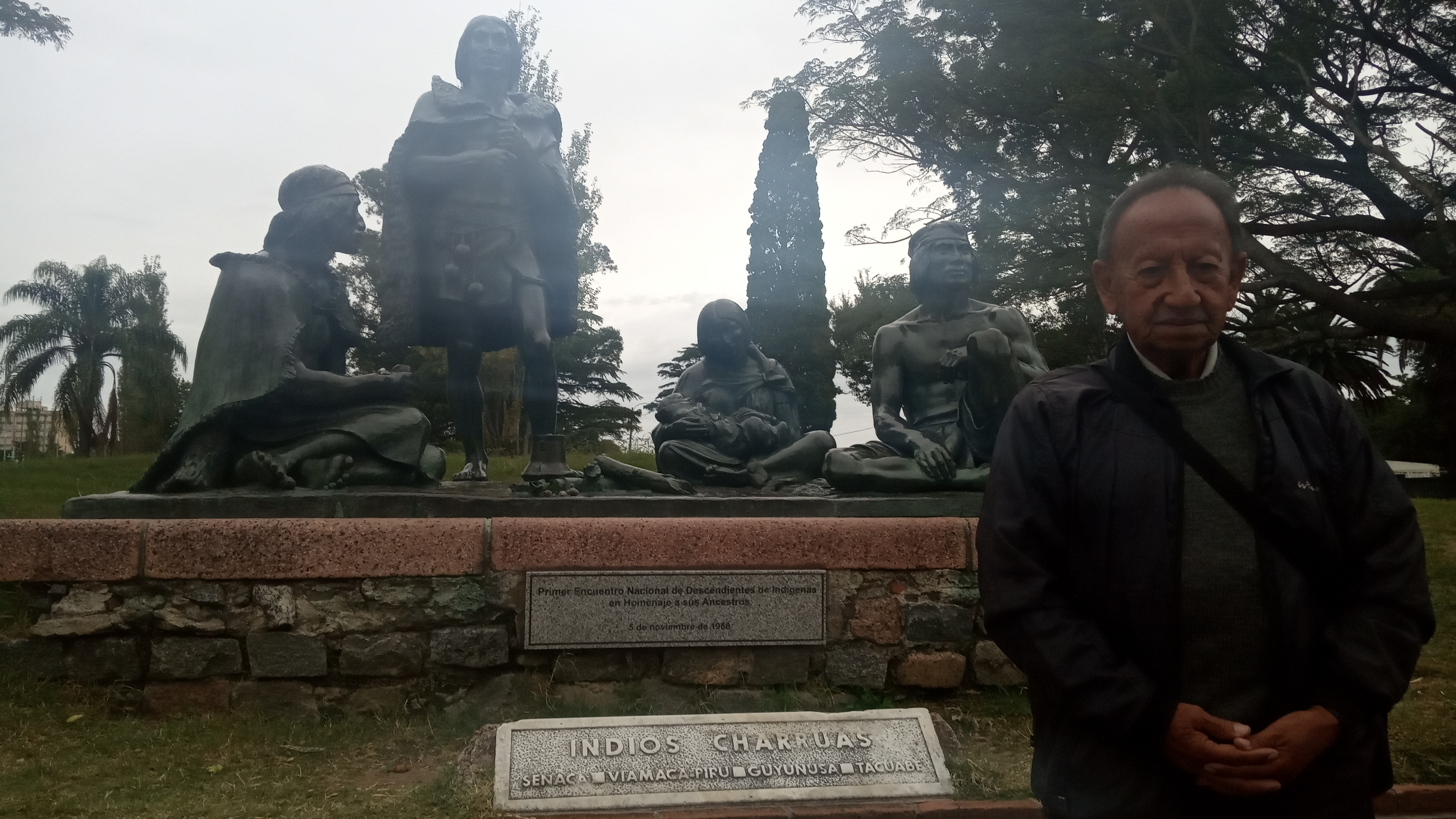
Blas Wilfredo Omar Jaime em Montevidéu

Blas Wilfredo Omar Jaime, em lanték chañá [en] Agó Acoé Inó (cão sem dono) (Nogoyá, Entre Ríos, 2 de fevereiro de 1934) é um funcionário público aposentado argentino e último falante nativo da língua chaná.
Ele aprendeu com suas antepassadas a língua que era utilizada pelos Chanás, sendo chamado de Tató Oyendén (homem depositário da memória ancestral). Ele reside com sua mulher na cidade de Paraná e se dedica a ensinar e divulgar a sua língua e sua cultura. A lanték chañá era considerada uma língua extinta antes de Agó ser entrevistado pelo linguista argentino José Pedro Viegas Barros, com quem ele escreveu em parceria o livro "La Lengua Chaná: Patrimonio Cultural de Entre Ríos". O livro foi publicado pela editora do governo provincial de Entre Ríos, como reconhecimento pelos esforços para a declaração oficial do lanték como Patromónio Cultural da Província de Entre Ríos.